# Metaxochóri (Héraklion)

Metaxochóri, en grec moderne : Μεταξοχώρι, est un village du dème d'Archánes-Asteroússia, dans le district régional de Héraklion, de la Crète, en Grèce. Selon le recensement de 2001, la population de Metaxochóri compte 524 habitants.
Le village est situé à une altitude de 460 à 520 mètres. En 1583, il est mentionné dans le recensement de Castrofilaca sous le nom de   Caco Chorio, avec 103 habitants.